# Anthony Vanden Borre
Anthony Vanden Borre (* 24. října 1987 Likasi, Zaire) je belgický fotbalový obránce a reprezentant, který momentálně hraje v belgickém klubu RSC Anderlecht. Účastník Mistrovství světa 2014 v Brazílii.

## Klubová kariéra
Vanden Borre hrál nejprve v Belgii za RSC Anderlecht, v Itálii za ACF Fiorentina a FC Janov, v Anglii za Portsmouth FC (hostování), následoval návrat do Belgie do klubu KRC Genk a poté zpět do RSC Anderlecht. S Anderlechtem vyhrál pětkrát belgický ligový titul (2004, 2006, 2007, 2013, 2014), s Genkem jednou (2011).

## Reprezentační kariéra
Anthony Vanden Borre působil v mládežnických reprezentacích Belgie U16, U17 a U21.
V A-mužstvu Belgie debutoval 28. dubna 2004 v utkání proti národnímu týmu Turecka. Nastoupil na jednu minutu, Belgie prohrála 2:3. První branku v dresu belgického národního týmu vstřelil 11. května 2006 v utkání proti Saúdské Arábii, vstřelil vítězný gól na konečných 2:1.
Trenér belgického národního týmu Marc Wilmots jej zařadil na 23člennou soupisku pro Mistrovství světa ve fotbale 2014 v Brazílii a dal mu šanci v přípravě před MS.
26. května 2014 v přípravném utkání před MS 2014 nastoupil proti Lucembursku, Belgie rozdrtila reprezentační výběr svého souseda 5:1. Nicméně FIFA tento zápas anulovala, neboť Marc Wilmots při něm chyboval, poslal při střídání na hřiště 7 nových hráčů, přičemž v přátelských zápasech je povoleno jednomu týmu vystřídat pouze šestkrát.
Na Mistrovství světa 2014 v Brazílii, kam Belgie suverénně postoupila z prvního místa evropské kvalifikační skupiny A, si zahrál až ve třetím utkání základní skupiny H proti Jižní Koreji, Belgie jej i v oslabení vyhrála 1:0 a získala poprvé na MS v základní skupině plný počet bodů. Vanden Borre v nastaveném čase utrpěl zranění (zlomeninu) a šampionát pro něj skončil. Belgický tým sužovala početná marodka. S mundialem se Belgie rozloučila čtvrtfinálovou porážkou 0:1 s Argentinou.

### Reprezentační góly
Góly Anthony Vanden Borreho za A-mužstvo Belgie
| 010                | 11. 5. 2006 | Offermans Joosten Stadion, Sittard, Nizozemsko | Saúdská Arábie | 02:10(55.) | 2:1 | přátelský zápas |
| Platí k 7. 6. 2014 |             |                                                |                |            |     |                 |